# 1992-es Los Angeles-i zavargások

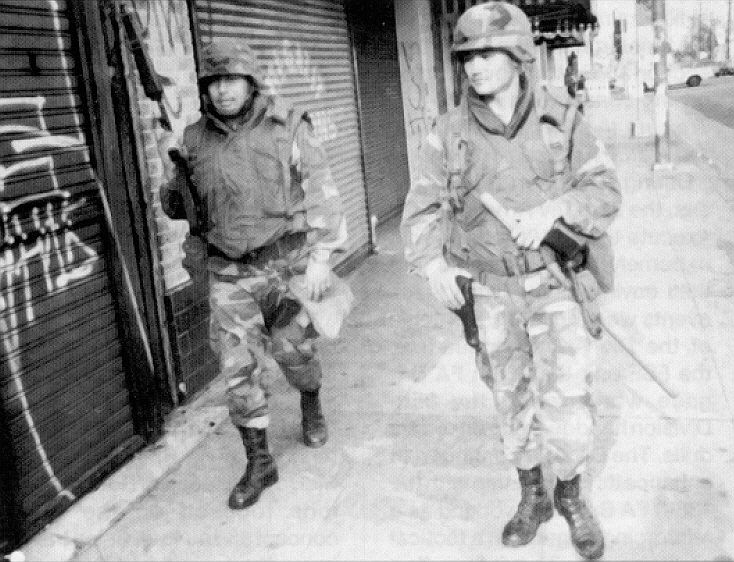
A Nemzeti Gárda 40. gyalogoshadosztályának katonái járőröznek – a Gárda 4000 katonája segített fenntartani a rendet

A Los Angeles-i zavargások (más néven Rodney King-zavargások) 1992. április 29-én törtek ki és hivatalosan 1992. május 4-ig tartottak, 53 halálos áldozatot követelve Los Angeles városában. Az eseményeknek a Nemzeti Gárda, a tengerészgyalogság és a hadsereg segítségével sikerült véget vetni. A város történelmének legsúlyosabb zavargását sokan faji lázadásnak nevezik, bár korántsem múlta felül az 1863-as New York-i felkelést, amelynek közel 2000 halálos áldozata volt tetemes anyagi károkkal.

## Előzmények
Az indulatok először Rodney King, fekete gépkocsivezető bántalmazásakor szabadultak el egy üldözés után. Kinget 3 fehér és egy spanyol ajkú rendőr verte össze brutálisan, mert az nem akart megállni a közúti ellenőrzésnél. King későbbi saját állítása szerint azért nem akart megállni, mert az ittas vezetéssel megsértette volna egy korábbi rablási börtönbüntetésének próbaidejét. Bár az 1991. március 2-i esetről videófelvétel készült, a csak fehérekből álló esküdtszék felmentette a rendőröket.
King bántalmazását követően pár nappal szintén Los Angelesben, az esettől teljesen függetlenül Soon Ja Du 49 éves, koreai származású boltos megölt egy 15 éves fekete lányt, Latasha Harlinst, mert tolvajnak hitte.

## A zavargások
A zavargásokat 6 nap alatt verték le. Los Angeles egyes részei teljesen elszigetelődtek.
Főleg feketékből álló csoportok Molotov-koktélokkal házakat gyújtottak fel, és fosztogattak.
A koreai városrészbe is be-betörtek, hogy megbosszulják Latasha Harlins halálát.
A városba kétezer Nemzeti Gárdistát vezényeltek. Hozzájuk később a tengerészgyalogság is csatlakozott.

## Halálos áldozatok
Az 53 halálos áldozat közül 25 fekete (afroamerikai), 16 latin-amerikai származású, 8 fehér, 2 ázsiai, 1 algériai, 1 indiai vagy közel-keleti. Közülük 48 férfi, 5 nő.

## A zavargások után
1993. április 7-én a bíróság döntést hozott a Rodney Kinget bántalmazó négy fehér rendőr ügyében. Az ítéletben két rendőrt bűnösnek találtak. Ugyanakkor a Los Angeles-i rendőrség mind a négy rendőrt elbocsátotta állásából. Ez az igazságtalan - gyakorlatilag felmentő - ítélet váltotta ki a zavargásokat.

## A zavargások ábrázolása
- Dr. Dre száma a "The Day the Niggaz Took Over" a The Chronic albumról is egyértelműen erre utal.
- Aerosmith: Livin' on the Edge – ezt a számot is a lázadás inspirálta.
- HétköznaPICSAlódások: Los Angeles '92
- Számtalan filmben és tv-s produkcióban jelenik meg a zavargások témája.
- A Grand Theft Auto: San Andreasba is belecsempészték a készítők a zavargásokat, ott egy korrupt rendőr felmentése miatt vonulnak tömegek az utcákra.